# Ґжимірадз
Ґжимірадз (пол. Grzymiradz) — село в Польщі, у гміні Дембно Мисліборського повіту Західнопоморського воєводства.
Населення — 360 осіб (2011).

## Демографія
Демографічна структура станом на 31 березня 2011 року:
|          | Загалом | Допрацездатний вік | Працездатний вік | Постпрацездатний вік |
| -------- | ------- | ------------------ | ---------------- | -------------------- |
| Чоловіки | 181     | 43                 | 122              | 16                   |
| Жінки    | 179     | 41                 | 102              | 36                   |
| Разом    | 360     | 84                 | 224              | 52                   |